# Степановка (Аскинский район)
Степановка (баш. Степановка) — деревня в Ключевском сельсовете Аскинского района Республики Башкортостан России.

## Население
| 2002 | 2009 | 2010 |
| ---- | ---- | ---- |
| 179  | ↘148 | ↘122 |

Согласно переписи 2002 года, преобладающая национальность — русские (87 %).

## Географическое положение
Расстояние до:
- районного центра (Аскино): 32 км,
- центра сельсовета (Ключи): 7 км,
- ближайшей железнодорожной станции (Куеда): 139 км.